# 彼得·伊瓦舒京
彼得·伊万诺维奇·伊瓦舒京（俄语：Пётр Иванович Ивашутин，1909年9月18日—2002年6月4日），苏联军事领导人。1971年晋升大将。1963年至1987年长期担任苏军情报机构格鲁乌负责人。

## 生平
1909年生于俄罗斯帝国格羅德諾省布列斯特-里托夫斯克市。1926年毕业于戈羅德尼亞的职业技术学校。17岁开始做铁路工人，期间在工农速成中学夜校学习。
1930年加入联共（布）。1931年7月加入苏联红军。1933年毕业于斯大林格勒第7军事航空学校，留校任教官。1935年调至莫斯科军区，任航空兵第45旅TB-3重型轰炸机驾驶员。1937年至1939年，在茹科夫斯基空军学院深造。期间正值全国范围的大清洗运动，伊瓦舒京在毕业后旋即被安排至内务人民委员部（克格勃前身），从事军事反间谍工作。由于当时的负责人贝利亚急需青年干部充实安全机关，伊瓦舒京很快便得到晋升，1939年2月获授国家安全大尉特别军衔。同年冬参加苏芬战争的侦察与情报工作，任列宁格勒军区步兵第23军特别处处长。
1941年6月苏德战争爆发后，任外高加索方面军特别处副处长。1941年12月，任克里木方面军特别处副处长。1942年6月，任北高加索方面军（同年9月改称黑海集群）特别处副处长。1943年1月，任第47集团军反间谍部门（施密尔舒）主任。1943年4月，任西南方面军反间谍主任。同年10月，任乌克兰第3方面军反间谍主任。曾派遣侦察员进入布加勒斯特，与罗马尼亚王室就退出轴心国阵营问题谈判。
第二次世界大戰歐洲戰場結束后，继续从事军事反间谍工作。1945年7月，任苏军南方集群反间谍局局长。1947年11月，任苏军驻德集群反间谍局局长。1949年11月，任列宁格勒军区反间谍局局长。1952年1月，任苏联国家安全部第3总局（军事反情报局）副局长。1952年9月，任乌克兰国家安全部部长。1953年3月，任乌克兰国家内政部副部长。1953年7月，任苏联内务部第3局（军事反情报局）副局长。1954年3月，任苏联部长会议國家安全委員會（克格勃）副主席兼5局（国防工业反间谍局）局长。1956年1月，任苏联国家安全委员会（克格勃）第一副主席。1958年10月曾担任卡納什空難事故调查委员会委员。
1963年3月，任苏联武装力量总参谋部副总参谋长兼情报总局（格鲁乌）局长。1971年晋升大将。1985年获得蘇聯英雄荣誉称号。1987年转任国防部总监察组，1992年5月退休。
2002年6月4日在莫斯科逝世，终年92岁。葬于特罗耶库罗夫公墓。

## 军衔
- 少将（1943年5月26日）
- 中将（1944年9月25日）
- 上将（1958年2月18日）
- 大将（1971年2月23日）